# SC Frem Wien
Der Sportclub Frem Wien ist ein ehemaliger österreichischer Fußballverein, welcher von 1928 bis 1931 drei Saisonen in der zweithöchsten Spielklasse spielte.

## Geschichte
Der Verein wurde im Jahr 1908 unter dem Namen Vindobona gegründet, änderte seinen Namen aber bereits im Jahr 1910 auf SC Frem, als der dänische Klub Frem Kopenhagen bei einem Wiengastspiel gegen den Wiener AC überzeugen konnte. In den frühen Jahren des Vereins wurden mit Gustav Chrenka, Karl Heinlein und Karl Dürschmied einige Spieler herausgebracht, die später in der Meistermannschaft des WAC standen und im Nationalteam zum Einsatz kamen. Der Verein war in den unteren Ligen des Wiener Fußballverbandes aktiv und musste 1916 kriegsbedingt seinen Spielbetrieb einstellen.
Nach Kriegsende stieg Frem wieder in die Meisterschaft ein und konnte 1921 in die dritte Spielstufe aufsteigen. Nach Einführung des Berufsfußballs im Jahr 1924 blieb der Verein zunächst weiter im Amateurbereich tätig, entschied sich jedoch im Folgejahr, mit dem Union 21-Platz in Stadlau einen eigenen Sportplatz zu erwerben und in die Profimeisterschaft zu wechseln. Dort wurde er in die neu gegründete dritte Liga eingereiht. Diese Liga konnte allerdings die Erwartungen nicht erfüllen und war von geringen Zuschauerzahlen und niedrigen Einkunftsmöglichkeiten für die Spieler geprägt. Die Anzahl der teilnehmenden Mannschaften reduzierte sich durch Fusionen und Übertritte in den Amateurfußball sukzessive, und nach drei Jahren wurde diese Spielklasse 1928 aufgelöst, und die verbliebenen drei Mannschaften – darunter auch der SC Frem – wurden der zweiten Liga zugeteilt.
Dort spielte der Verein in den nächsten drei Jahren mit mäßigem Erfolg, als bestes Ergebnis konnte ein siebenter Platz erreicht werden. 1931 wurde der Sportplatz wieder verkauft, und der SC Frem fusionierte mit der Fußballsektion des Vienna Cricket and Football-Club. Die kombinierte Mannschaft trat zunächst unter dem Namen „SC Cricket-Frem“ an, doch im Februar 1933 wurde beschlossen, die Bezeichnung der Fußballmannschaft jener des Gesamtvereins anzugleichen, und der Name „Frem“ verschwand aus dem Wiener Fußball.

## Erfolge
- 3 × Zweitligateilnahme: 1928–31

## Bekannte Spieler
- Gustav Chrenka
- Karl Heinlein
- Karl Dürschmied